# Plaquemine
Plaquemine è un comune degli Stati Uniti d'America, situato nello Stato della Louisiana, in particolare nella parrocchia di Iberville, della quale è il capoluogo.